# فرشاد بهادرانی
فرشاد بهادرانی (زادهٔ ۶ شهریور ۱۳۶۱ در اصفهان) بازیکن سابق فوتبال اهل ایران است.

## افتخارات باشگاهی
- لیگ برتر
- نایب قهرمانی در لیگ برتر فوتبال ایران ۸۴-۱۳۸۳  به همراه تیم ذوب‌آهن اصفهان
- نایب قهرمانی در لیگ برتر فوتبال ایران ۸۷-۱۳۸۶  به همراه تیم سپاهان اصفهان
- جام حذفی
- قهرمانی در جام حذفی ۸۶-۱۳۸۵  به همراه تیم سپاهان اصفهان
- لیگ قهرمانان آسیا
- نایب قهرمانی در لیگ قهرمانان آسیا ۲۰۰۷  به همراه تیم سپاهان اصفهان